# 特産品
特産品（とくさんひん）とは、ある特定の国や地域でのみ生産されたり、収穫される物品のことで、その地域を代表し、その土地の気候風土を生かした物品のことをいう。特産物（とくさんぶつ）、名産品（めいさんひん）、名物（めいぶつ）ともいう。

## 概要
特産品は、該当地域で生産される、その地域の産品であることが他によく知られているものである。代表的な特産品の例としては、農産物や海産物やそれらを加工したもの（加工食品や工芸品など）、菓子や惣菜などの食品（郷土料理を含む）、衣服や玩具ないし装飾品など、その種類は多岐にわたる。みかんやリンゴなどのように気候風土と密接に結びついたもの、また京野菜、芋焼酎、古酒などのようにその文化風土と密接に結びついたものなど、その成立の過程もバラエティに富んでいる。

これらは、主にその地域を訪れた観光客によって消費されたり、鉄道やトラック、飛行機などの輸送機関を用いて、その国の全土や広く全世界の消費地に向けて輸送されたりする。日本の特産品では注文や発送を郵便小包を通してシステム化したふるさと小包のように、パッケージ化・通信販売化したものもあり、消費者へ提供する手段（流通）も多様化している。また最近では、地域で生産された特産品をその地域で消費しようという地産地消運動も盛んに行なわれている。
こういった特産品が発達する背景には、現地の気候や風土といったものから、特定の産業として発達する歴史的な経緯、あるいは流通の都合など近隣地域との地理条件など様々な要因が挙げられ、更にはそれらが密接に関係しあっている例も珍しくはない。例えば日本において精密機械工業では諏訪湖周辺（長野県#産業参照）のそれがよく知られ、「東洋のスイス」の異名があり、そのスイスも機械式時計や光学機器など精密機械の産業が盛んである。
それぞれの国や地域では、観光や雇用、収入源などを創出する産業として特産品の新規開拓や生産を大いに奨励しており、観光地との相乗効果で主要な産業へと発展をとげている。こういった観光に役立つ生産物に関しては観光資源にも位置づけられる。

## 日本各地の特産品
| 都道府県 | 果物・野菜                                                                           | 魚介類・海産物                                             | 肉類・乳製品                   | 郷土料理など                                                                                              | 工芸品・民芸品                                    |
| -------- | ------------------------------------------------------------------------------------ | ---------------------------------------------------------- | ------------------------------ | --- | ------------------------------------------------- |
| 北海道   | 夕張メロン、ジャガイモ、 トウモロコシ、小豆、米                                      | 花咲ガニ、鮭、ウニ、昆布、北寄貝、帆立貝、ホッカイシマエビ | 白老牛                         | ジンギスカン料理、石狩鍋、 ちゃんちゃん焼き、ルイベ、三平汁                                               | 小樽ガラス工芸                                    |
| 青森県   | りんご、にんにく                                                                     | 帆立貝、大間マグロ                                         | 青森シャモロック               | せんべい汁、じゃっぱ汁                                                                                    | 津軽塗                                            |
| 岩手県   | 江刺りんご、胆沢ピーマン                                                             |                                                            | 前沢牛、いわて奥州牛           | わんこそば、南部煎餅                                                                                      | 南部鉄器、岩谷堂箪笥、秀衡塗                      |
| 宮城県   | 仙台セリ、余目ねぎ（曲がりねぎ）、仙台白菜、仙台長ナス                               | サンマ、カキ、ナマコ、フカヒレ、赤貝                       | 牛タン、仙台牛                 | 笹かまぼこ、ずんだ餅、仙台味噌、                                                                          | 仙臺箪笥、こけし                                  |
| 秋田県   | きりたんぽ                                                                           | はたはた                                                   | 比内地鶏、秋田由利牛           | 稲庭うどん、きりたんぽ、 いぶりがっこ、しょっつる                                                         |                                                   |
| 山形県   | セイヨウナシ、さくらんぼ                                                             |                                                            | 米沢牛、芋煮                   | |                                                   |
| 福島県   | キュウリ、桃                                                                         |                                                            | 川俣シャモ                     | わっぱ飯、こづゆ、喜多方ラーメン                                                                          | 会津塗                                            |
| 茨城県   | 和梨                                                                                 | アンコウ                                                   |                                | | 結城紬                                            |
| 栃木県   | イチゴ、かんぴょう                                                                   |                                                            |                                | しもつかれ                                                                                                | 益子焼                                            |
| 群馬県   | こんにゃく、下仁田ネギ、キャベツ                                                     |                                                            |                                | 水沢うどん                                                                                                | 桐生織                                            |
| 埼玉県   | 狭山茶、深谷ねぎ                                                                     |                                                            |                                | ナマズ料理、草加煎餅                                                                                      |                                                   |
| 千葉県   | 落花生                                                                               | イワシ                                                     |                                | 羊羹 |                                                   |
| 東京都   | 八丈フルーツレモン                                                                   |                                                            |                                | ちゃんこ、雷おこし、深川鍋、 ねぎま鍋、もんじゃ焼き                                                       | 黄八丈                                            |
| 神奈川県 |                                                                                      | マグロ、金目鯛、かまぼこ                                   | 葉山牛、高座豚                 | 中華料理 家系ラーメン                                                                                     | 箱根寄木細工、ほうれん草、キヌヒカリ              |
| 新潟県   | 米                                                                                   |                                                            |                                | のっぺい、笹団子                                                                                          | 小千谷縮                                          |
| 富山県   |                                                                                      | ホタルイカ、氷見ぶり                                       |                                | ます寿し、氷見うどん                                                                                      | 高岡漆器、高岡銅器                                |
| 石川県   | 加賀野菜                                                                             |                                                            | じぶ煮                         | 長生殿、くちこ                                                                                            | 九谷焼、輪島塗、山中漆器、加賀友禅                |
| 福井県   |                                                                                      | 越前ガニ                                                   |                                | へしこ | 越前和紙                                          |
| 山梨県   | 桃、ブドウ                                                                           |                                                            |                                | ワイン、ほうとう                                                                                          | 水晶細工                                          |
| 長野県   | リンゴ、そば、ワサビ、アンズ                                                         |                                                            | ざざむしの佃煮                 | 信州蕎麦                                                                                                  |                                                   |
| 岐阜県   | 富有柿                                                                               | 鮎                                                         | 飛騨牛                         | 朴葉味噌、五平餅                                                                                          | 美濃焼、春慶塗、美濃和紙                          |
| 静岡県   | 川根茶、ワサビ、みかん、メロン                                                       | うなぎ、サクラエビ                                         |                                | わさび漬け、静岡おでん、安倍川餅                                                                          | 駿河千筋竹細工、志都呂焼                          |
| 愛知県   | メロン、レンコン、 蒲郡みかん、キャベツ                                              | フグ、あさり、クルマエビ シラス、タコ                      | 名古屋コーチン、うずらの卵     | きしめん、あんかけスパゲッティ、 三河つくだ煮、味噌カツ、手羽先 八丁味噌、ういろう、五平餅                | 常滑焼、瀬戸焼                                    |
| 三重県   |                                                                                      | 伊勢海老                                                   | 松阪牛                         | 赤福餅、手こね寿司                                                                                        | 真珠、亀山ろうそく                                |
| 滋賀県   | 近江の茶、小泉紅かぶら、下田なす、杉谷とうがらし、杉谷なすび、水口かんぴょう、鮎河菜 | イサザ、ホンモロコ、ビワマス                               | 近江牛                         | 湖魚料理、鮒寿司                                                                                          | 信楽焼、水口細工                                  |
| 京都府   | 宇治茶                                                                               | 伊根ぶり                                                   |                                | 八ツ橋、千枚漬け                                                                                          | 清水焼、西陣織、京友禅                            |
| 大阪府   | 泉州なす、海老芋                                                                     |                                                            |                                | はりはり、船場汁、たこ焼き、ホルモン焼、 粟おこし、高井田ラーメン、てっちり                               | 堺打刃物                                          |
| 兵庫県   | 黒豆、大納言小豆、山芋                                                               | 明石鯛、明石蛸、穴子                                       | 神戸ビーフ、三田牛、但馬牛     | いかなごのくぎ煮、ぼたん鍋、明石焼き、 ぼっかけ、播州ラーメン、薄口醤油、素麺                             | 釣り針                                            |
| 奈良県   | 柿、イチゴ、大和茶、 大和野菜、ヒノヒカリ                                            | 桜鮎、あまご、金魚                                         | 大和牛、大和肉鶏、ヤマトポーク | 柿の葉寿司、奈良漬け、三輪素麺、茶粥、 奈良茶飯、胡麻豆腐、めはりずし、吉野葛わらび餅、春雨、フライビンズ | 奈良墨、奈良筆、奈良晒 割り箸、大和瓦、大和銅細工 |
| 和歌山県 | 温州みかん、三宝柑                                                                   | マグロ、クエ、太刀魚、伊勢海老                             | 熊野牛                         | 胡麻豆腐、梅干し、めはりずし、金山寺味噌、 高野豆腐、和歌山ラーメン                                       | 紀州漆器                                          |
| 鳥取県   | 二十世紀梨、砂丘ラッキョウ、長芋                                                     | 松葉ガニ                                                   |                                | |                                                   |
| 島根県   |                                                                                      | サザエ                                                     |                                | 出雲そば、冬虫夏草（津和野町）                                                                            | 和紙                                              |
| 岡山県   | マスカット、桃                                                                       | 下津井タコ、日生蛎                                         | 千屋牛                         | ままかり酢漬け、ばら寿司、吉備団子                                                                        | 備前焼                                            |
| 広島県   | 広島レモン                                                                           | 広島かき                                                   |                                | お好み焼き、もみじ饅頭                                                                                    |                                                   |
| 山口県   | 夏みかん                                                                             | ふぐ                                                       |                                | | 萩焼                                              |
| 徳島県   | すだち                                                                               | 鳴門わかめ                                                 |                                | 阿波和三盆糖、祖谷そば、徳島ラーメン                                                                      |                                                   |
| 香川県   | オリーブ                                                                             |                                                            |                                | 讃岐うどん                                                                                                |                                                   |
| 愛媛県   | 温州みかん、伊予柑                                                                   |                                                            |                                | 五色素麺                                                                                                  | 大洲和紙、伊予絣                                  |
| 高知県   | ゆず                                                                                 | サバ、カツオ                                               |                                | 皿鉢料理、ウツボ料理                                                                                      | 土佐和紙 土佐備長炭                               |
| 福岡県   | 八女茶、イチゴ                                                                       |                                                            |                                | 博多ラーメン、辛子明太子、おきゅうと、梅ヶ枝餅                                                            | 博多織、博多人形                                  |
| 佐賀県   | 嬉野茶、ハウスみかん                                                                 | 海苔、イカ                                                 | 佐賀牛                         | ムツゴロウの蒲焼                                                                                          | 伊万里焼、有田焼、唐津焼                          |
| 長崎県   | 茂木びわ                                                                             |                                                            |                                | 長崎ちゃんぽん、皿うどん、卓袱料理、 カステラ、からすみ                                                   |                                                   |
| 熊本県   | スイカ、みかん                                                                       | 太刀魚                                                     | 馬肉                           | 辛子レンコン、赤酒                                                                                        |                                                   |
| 大分県   | かぼす                                                                               | 城下かれい、関さば、関あじ 中津ハモ、臼杵ふぐ              |                                | だんご汁                                                                                                  |                                                   |
| 宮崎県   | シイタケ                                                                             |                                                            |                                | 飫肥の天ぷら、チキン南蛮                                                                                  |                                                   |
| 鹿児島県 | 知覧茶                                                                               | カツオ                                                     | 黒豚、茶美豚                   | 薩摩揚げ、芋焼酎、かるかん、 豚骨料理、酒寿司                                                             | 薩摩焼、大島紬、薩摩切子                          |
| 沖縄県   | マンゴー サトウキビ パイナップル                                                     | タカサゴ、海ブドウ、スクガラス                             |                                | 沖縄そば、ゴーヤーチャンプルー、ラフテー、 泡盛、ヤギ料理、イラブー                                       | 久米島紬、琉球絣、琉球ガラス                      |

## Eマーク
「優れた品質」 (Excellent Quality)、「正確な表示」 (Exact Expression)、「地域の環境と調和」 (Harmony with Ecology) の3つのEを図案化したマーク。各都道府県が定める品質等の基準を満たしていると認証した特産品に表示され、生産者の販路拡大や消費者の安心・安全につなげる（地域特産品認証事業）。青森県・岩手県・宮城県・栃木県・群馬県・埼玉県・東京都・富山県・石川県・福井県・山梨県・長野県・三重県・大阪府・兵庫県・和歌山県・鳥取県・島根県・高知県・宮崎県・鹿児島県で実施されている。